# Karima Christmas
Karima Brittany Christmas, coniugata Kelly (Long Beach, 11 settembre 1989), è un'ex cestista e allenatrice di pallacanestro statunitense, professionista nella WNBA.

## Carriera
È stata selezionata dalle Washington Mystics al secondo giro del Draft WNBA 2011 con la 23ª chiamata assoluta.

## Palmarès
- Campionessa WNBA (2012)